# Silent Call
Silent Call är ett progressivt och melodiskt hårdrocksband från Stockholm.

## Biografi
Embryot till Silent Call startades 2004 av gitarristen Daniel Ekholm och keyboardisten Patrik Törnblom (ex. Ulfström). Efter att i ett flertal år spelat tillsammans i lokala Södertälje bandet Jamback (ex. Satins n'Lace) var det dags för något nytt. Låtar skrevs (se Creations from  a Chosen Path) och sökande efter musiker inleddes. 2006 anslöt sig trummisen Mikael Kvist (Elsesphere, Fate) och basisten Tobbe Moen (Red Fun, OZ, Creozoth). Under hösten kompletterades gruppen med sångaren Andi Kravljaca (ex-Seventh Wonder), Silent Call var därmed komplett. I januari 2007 gjordes fyraspårsdemon ”Divided” vilket ledde till ett skivkontrakt med Escape Music där även albumen "Creations from  a chosen path" och "Greed" släpptes.
2014 inledde gruppen ett samarbete med Tyska skivbolaget DOTT Records där albumet "Truths Redemption" släpptes. Årsskiftet 2014-2015 skedde en rockad på sångarpositionen, Andi Kravljaca lämnade och Göran Nyström (Ex. Twinspirits) ersatte.

## Medlemmar
Nuvarande medlemmar
- Daniel Ekholm – gitarr (2006– )
- Patrik Törnblom – keyboard (2006– )
- Tobbe Moen – basgitarr (2006– )
- Mikael Kvist – trummor (2006– )
- Göran Nyström – sång (2015– )

Tidigare medlemmar
- Björn Hansson – sång (2006)
- Andi Kravljača – sång (2006–2014)

## Diskografi
Demo
- Divided (2007)

Studioalbum
- Creations from a Chosen Path (2008)
- Greed (2010)
- Truth's Redemption (2014)
- Windows (2019)